# Havretorvet (Flensborg)
Havretorvet (dansk) eller Hafermarkt (tysk) er et torv beliggende sydøst for byens centrum (Sankt Hans-kvarter) i Flensborg. Torvet blev allerede nævnt i 1764.
Havretorvet var et af byens store handelstorve og lå tæt ved byporten mod øst, Angelboport. Senere blev torvet til et af byens trafikale knudepunkter. Fra torvet førte landevejen til Tarup og Kappel. Torvet er i dag omgivet af etagebygninger fra 1950'erne og 1960'erne. De karakteristiske gavlhuse blev for størstedelens vedkommende revet ned som led i bysaneringen i midten af 1900-tallet.
På Havretorv lå tidligere en stensat brønd, som blev kaldt Grønne Kilde. Til brønden knyttes et folkesagn om, at byen engang i fremtiden vil gå under i Grønnekildens bølger .